# Neotrigonia
Neotrigonia is een geslacht van tweekleppigen uit de familie van de Trigoniidae.

## Soorten
- Neotrigonia bednalli (Verco, 1907)
- Neotrigonia gemma Iredale, 1924
- Neotrigonia jacksoni Morrison, 2011
- Neotrigonia kaiyomaruae Habe & Nomoto, 1976
- Neotrigonia lamarckii (Gray, 1838)
- Neotrigonia margaritacea (Lamarck, 1804)
- Neotrigonia strangei (A. Adams, 1854)
- Neotrigonia uniophora (Gray in Jukes, 1847)